# Trailerschiff 4850 t DW
Die Kompozitor Kara Karaev-Klasse, auch Trailerschiff Typ 161 genannt,  ist eine Serie von zehn See-Binnen-RoRo-Schiffen des VEB Neptun Werft Rostock. Benannt wurde die Schiffsklasse und das erste Schiff der Serie nach dem aserbaidschanischen Komponisten Qara Əbülfəz oğlu Qarayev (alternative aserbaidschanische Schreibweise Qara Äbülfäz oğlu Qarayev; russisch Кара Абульфазович Караев/Kara Abulfasowitsch Karajew).

## Geschichte
Die Serie wurde für den Export in die Sowjetunion gebaut. Konzipiert wurde sie für den Einsatz auf See und den großen Binnenwasserstraßen der Sowjetunion zwischen Ostsee, Schwarzem und Kaspischem Meer.  Die größte Höhe der festen Schiffsaufbauten über der Basis wurde daher auf 18,4 Meter begrenzt.  Das Typschiff Kompozitor Kara Karaev lief 1984 vom Stapel. Bis 1987 wurden 10 Einheiten ausgeliefert.

## Technik
Für den Transport von Fahrzeugen, ISO-Containern, 40-Fuß-Trailern, Stückgut, Transportpaletten und Kühlcontainern stehen drei Ladedecks zur Verfügung. Über eine 7,5 Meter lange und 5,5 Meter breite Winkelheckrampe können bis 55 Tonnen schwere Fahrzeuge auf das Hauptdeck fahren. Zum Unterdeck gelangen die Fahrzeuge über eine Hubplattform von 40 Tonnen Tragfähigkeit. Die Hubplattform für das Oberdeck trägt bis zu 45 Tonnen. Bei insgesamt 713 Metern Trailer-Fahrspurlänge kann das Schiff 96 Trailer von 20 Fuß oder 37  Trailer von 40 Fuß Länge aufnehmen. Der 8100 m3 große Laderaum ist für 136 TEU bemessen.
Die Tragfähigkeit auf offener See beträgt 4673 Tonnen, auf Flüssen liegt sie bei 678 Tonnen (3,5 Meter Tiefgang) und für das Kaspische Meer bei 1568 Tonnen.
Zwei Schiffsdieselmotoren von je 2650 Kilowatt Leistung vom VEB Maschinenbau Halberstadt treiben zwei Verstellpropeller. Es wird eine Geschwindigkeit von 15 Knoten und ein Aktionsradius von 3000 Seemeilen erreicht. Ein Querstrahlruder verbessert die Manövrierfähigkeit.

## Die Schiffe
| Trailerschiff 4850 t DW     | Trailerschiff 4850 t DW | Trailerschiff 4850 t DW | Trailerschiff 4850 t DW | Trailerschiff 4850 t DW |
| Bauname                     | Bau- nummer             | IMO- Nummer             | Ablieferung             | Umbenennungen und Verbleib |
| --------------------------- | ----------------------- | ----------------------- | ----------------------- | --- |
| Kompozitor Kara Karaev      | 161/1426                | 8316041                 | 9. August 1984          | Bastakar Qara Qarayey, 1993 Bestekar Gara Garayev, in Fahrt.                                                                                  |
| Kompozitor Glinka           | 162/1427                | 8501012                 | 28. Februar 1985        | 1993 Bastakar Fikret Amirov, 2000 Bestekar Fikret Emirov, in Fahrt.                                                                           |
| Kompozitor Dargomizhskiy    | 163/1428                | 8512310                 | Mai 1985                | 1998 Kristina, 2009 Diana G. ab 21. Dezember 2010 bei Cemas AS in Aliağa abgebrochen.                                                         |
| Kompozitor Borodin          | 164/1429                | 8521945                 | Juli 1985               | 1992 Siauliai, 2004 NMT Silvia, 2007 Winco Silvia, ab 1. August 2008 in Alang abgebrochen.                                                    |
| Kompozitor Musorgskiy       | 165/1430                | 8521957                 | November 1985           | 1997 Panevezys, 2004 NMT Elise, 2007 Winco Elise, ab 23. August 2008 in Alang abgebrochen.                                                    |
| Kompozitor Chaykovskiy      | 166/1431                | 8606604                 | März 1986               | 1991 Komponists Caikovskis, 1999 Seevital, 2000 Seevetal, 2004 Rroline, ab 15. Februar 2010 bei Avsar GS in Aliağa abgebrochen.               |
| Kompozitor Rakhmaninov      | 167/1432                | 8606616                 | August 1986             | 1997 Brovary, 1998 Moon Admiral, 2000 Kompozitor Rakhmaninov, in Fahrt.                                                                       |
| Kompozitor Rimskiy Korsakov | 168/1433                | 8606628                 | 24. Dezember 1986       | 2000 Aquarama, 2001 Akvarama, 2009 Kompositor Gasanov, in Fahrt.                                                                              |
| Kompozitor Novikov          | 169/1434                | 8606630                 | 28. April 1987          | 1997 Slavuta, 1998 Sky Admiral, 2000 Caribbean Express, 2000 Kompozitor Novikov, 2011 Husnu Levent Ciner, ab Juli 2011 in Aliaga abgebrochen. |